# 사이클론 야사
사이클론 야사 (Cyclone Yasa)는 남태평양에서 사이클론 윈스턴 다음으로 중심기압 800hPa대를 달성한 사이클론이다.

## 사이클론의 진행
12월 11일 열대요란 02F는 12월 11일 바누아투의 포트 빌라 북동쪽 약 800km 부근에서 발생하였다. 환경 조건이 사이클론 생성에 매우 유리했다. 12월 12일 0시 UTC에, 피지 기상청(FMS)은 이 시스템을 열대저기압 02F로 업그레이드하고, 예측 궤도 지도를 발행하기 시작했다. 이와 동시에, 미국 합동태풍경보센터(JTWC)는 이 시스템에 열대 사이클론 형성 경보를 발령하였다. JTWC는 또한 01F와의 후지와라 효과에 주목했는데, 이는 사이클론 생성을 잠시 방해했다. 12월 12일 15시 00분에 JTWC는 이 시스템이 열대폭풍 02F로 강화되어 현재 나머지 열대저기압 01F를 흡수하고 있다고 결정했다. 약 하루 후인 12월 13일, FMS는 사이클론이 야사라는 이름을 얻으면서 대류가 중심부로 계속 흡수됨에 따라 저기압이 카테고리 1등급으로 더욱 강화되었다고 판단했다. 얼마 지나지 않아 JTWC는 야사를 SSHS 1등급 사이클론으로 격상시켰다. 폭풍은 계속해서 거세졌고 곧 피지 기상청 기준으로 3등급이 되었다. 약 12시간 후인 12월 14일, 야사는 적외선 위성 이미지에 정의된 눈이 선명해짐에 따라 피지 기상청 기준의 카테고리 4로 급속히 강화되었다. 폭풍은 급속하게 심화되고, 피지 기상청 기준으로는 최고 등급인 5등급의 강한 사이클론으로 강화되었으며, 929hPa의 중심기압과 110kt의 풍속을 가졌다. 이는 기록상 5등급 남태평양 사이클론이 형성된 가장 이른 날짜이며 12월에 기록된 두 번째 5등급 남태평양 사이클론이다. 야사는 빠른 강화 추세를 이어갔고, SSHS에서 4등급 사이클론과 동등한 수준으로 강화되어, 계속해서 강해졌다. UTC 12월 16일 00시 00분까지, 야사는 260km/h의 1분 평균 풍속과 함께 SSHS에서 5등급 사이클론으로 강화되었다. 18시 00분 UTC에, 야사의 10분 평균 풍속은 250 km/h까지 증가했고, 최소 중심기압은 899 hPa로 남태평양에서 기록된 가장 강력한 사이클론 중 하나가 되었다. 그후 약화해 4등급의 세력으로 피지에 상륙한 후, 야사는 악조건의 지역으로 이동했고, 폭풍은 급속히 약화되어, 야사는 그날 늦게 3등급 사이클론으로 약화되었다. 야사는 남쪽으로 방향을 틀면서 약화를 지속해 12월 18일 사이클론 1등급으로 떨어졌다. 12월 19일, 야사는 아열대 폭풍으로 변했고, FMS는 사이클론 야사에 대한 마지막 경보를 발표했다. 이 열대요란의 잔해는 뉴질랜드 북서쪽에서 사라질 때까지 서쪽으로 이동했다.

## 같이 보기
- 2020~2021년 남태평양 사이클론